# Giovane Pereira de Melo
Mons. Giovane Pereira de Melo (* 16. ledna 1959, Salinas) je brazilský římskokatolický duchovní a biskup Araguaíny.

## Život
Narodil se 16. ledna 1959 v Salinas.
Studoval filozofii na Katolické univerzitě Dona Bosca a teologii na Teologickém institutu Dálného Západu v Campo Grande. Na Federální univerzitě Mato Grosso se specializoval na studium na historii církve. Na Fakultě Nossa Senhora da Assunção v São Paulu získal licenciát z pastorální teologie.
Dne 24. března 1990 byl vysvěcen na kněze a inkardinován do diecéze Rondonópolis. Po vysvěcení se stal farním vikářem farnosti Dobrého pastýře v Rondonópolisu.
Roku 1999 byl jmenován rektorem vyššího semináře Jesus Bom Pastor a vikářem farnosti svaté Anny v Chapada dos Guimarães v arcidiecézi Cuiabá.
Roku 2006 se vrátil do Rondonópolisu, kde se stal vikářem farnosti Panny Marie z Aparecidy a diecézním koordinátorem pro pastoraci. Od roku 2007 přešel z funkce vikáře do funkce faráře. Byl členem kněžské rady a diecézním konzultorem.
Dne 4. března 2009 jej papež Benedikt XVI. jmenoval biskupem Tocantinópolisu. Biskupské svěcení přijal 8. května 2009 z rukou biskupa Juventina Kesteringa. Spolusvětiteli byli arcibiskup Alberto Taveira Corrêa a biskup Gentil Delázari.
Dne 31. ledna 2023 byl ustanoven prvním biskupem nové diecéze Araguaína. 
Od 15. dubna 2023 do 19. března 2024 byl apoštolským administrátorem diecéze Tocantinópolis.